# Championnat de Macédoine de football 2016-2017
Navigation
Édition précédente Édition suivante
La saison 2016-2017 du championnat de Macédoine de football est la vingt-cinquième édition de la première division macédonienne. Lors de celle-ci, le Vardar Skopje tente de conserver son titre de champion face aux neuf meilleurs clubs macédoniens lors d'une série de matchs se déroulant sur toute l'année. Les clubs affrontent à quatre reprises les neuf autres.
C'est le FK Vardar Skopje, tenant du titre, qui remporte à nouveau le championnat cette saison après avoir terminé en tête du classement final, en devançant le KF Shkëndija. C'est le dixième titre de champion de Macédoine de l'histoire du club.
Trois places qualificatives pour les compétitions européennes seront attribuées par le biais du championnat (1 place deuxième tour de qualification de la Ligue des champions 2017-2018, et 2 places au premier tour de qualification de la Ligue Europa). Une autre place qualificative pour le premier tour de qualification de la Ligue Europa sera garantie au vainqueur de la Coupe de Macédoine. Les 2 derniers du championnat sont relégués en deuxième division, tandis que le huitième disputera un barrage de promotion-relégation contre le troisième de deuxième division.

## Participants
| \| Bregalnica Makedonija Pelister Pobeda Rabotnički Renova Shkëndija Shkupi Sileks Vardar \| Localisation des clubs engagés dans le championnat. |
| Bregalnica Makedonija Pelister Pobeda Rabotnički Renova Shkëndija Shkupi Sileks Vardar                                                           |

Légende des couleurs
- Deuxième tour de qualification de la Ligue des Champions 2016-2017
- Premier tour de qualification de la Ligue Europa 2016-2017
- Promu de 2. MFL 2015-2016

| Club              | Classement 2015-2016 | Entraîneur             | Stade                   | Capacité théorique |
| ----------------- | -------------------- | ---------------------- | ----------------------- | ------------------ |
| Vardar Skopje     | 1                    | Goce Sedloski          | Philip II Arena         | 33 460             |
| KF Shkëndija      | 2                    | Erhan Salimi (intérim) | Ecolog Arena            | 15 000             |
| Sileks Kratovo    | 3                    | Zhikica Tasevski       | Gradski stadion Kratovo | 1 800              |
| Rabotnički Skopje | 4                    | Viktor Trenevski       | Philip II Arena         | 33 460             |
| Bregalnica Chtip  | 5                    | Nikola Kuzmanov        | Gradski stadion Štip    | 4 000              |
| KF Shkupi         | 6                    | Ardijan Nuhiji         | Čair Stadium            | 6 000              |
| Renova Džepčište  | 7                    | Qatip Osmani           | Ecolog Arena            | 15 000             |
| Pobeda Prilep     | 1 (D2)               | Zoran Shterjovski      | Stadion Goce Delčev     | 15 000             |
| Makedonija Skopje | 2 (D2)               | Bobi Stojkoski         | Gjorče Petrov Stadium   | 3 000              |
| Pelister Bitola   | 3 (D2)               | Naci Şensoy            | Stadion Tumbe Kafe      | 8 000              |

## Compétition

### Classement
Les équipes sont classées selon leur nombre de points, lesquels sont répartis comme suit : trois points pour une victoire, un point pour un match nul et zéro point pour une défaite. Pour départager les égalités, les critères suivants sont utilisés :
1. Différence de buts générale
2. Nombre de buts marqués

Si ces critères ne permettent pas de départager les équipes à égalité, celles-ci occupent donc la même place au classement officiel. Si deux équipes sont à égalité parfaite au terme du championnat et que le titre de champion, la qualification à une compétition européenne ou la relégation sont en jeu, les deux équipes doivent se départager au cours d'un match d'appui disputé sur terrain neutre.
| Rang | Équipe                    | Pts | J  | G  | N  | P  | Bp | Bc | Diff |
| ---- | ------------------------- | --- | -- | -- | -- | -- | -- | -- | ---- |
| 1    | FK Vardar Skopje T        | 83  | 36 | 28 | 8  | 3  | 75 | 24 | +51  |
| 2    | KF Shkëndija              | 70  | 36 | 20 | 10 | 6  | 71 | 39 | +32  |
| 3    | FK Rabotnički Skopje      | 54  | 36 | 14 | 12 | 10 | 49 | 41 | +8   |
| 4    | FK Pelister BitolaP       | 52  | 36 | 14 | 10 | 12 | 44 | 35 | +9   |
| 5    | FK Renova Džepčište       | 52  | 36 | 13 | 13 | 10 | 42 | 37 | +5   |
| 6    | FK Sileks Kratovo         | 47  | 36 | 11 | 14 | 11 | 41 | 43 | -2   |
| 7    | FK Pobeda AD Prilep P     | 41  | 36 | 10 | 11 | 15 | 34 | 50 | -16  |
| 8    | KF Shkupi                 | 37  | 36 | 8  | 7  | 15 | 27 | 39 | -12  |
| 9    | FK Bregalnica Chtip       | 24  | 36 | 4  | 12 | 20 | 39 | 69 | -30  |
| 10   | FK Makedonija GP Skopje P | 23  | 36 | 4  | 11 | 21 | 35 | 80 | -45  |

| Légende : Promotion et relégation | Légende : Promotion et relégation                                                          |
| --------------------------------- | ------------------------------------------------------------------------------------------ |
|                                   | Qualification pour le 2e tour préliminaire de la Ligue des champions de l'UEFA 2017-2018   |
|                                   | Qualification pour le 1er tour préliminaire de la Ligue Europa 2017-2018                   |
|                                   | Match de barrage/relégation contre le troisième de Championnat de Macédoine de football D2 |
|                                   | Relégation directe en Vtora Liga                                                           |
|                                   | T : Tenant du titre P : Promu de Vtora Liga (D2)                                           |